# حروف العلة
أَحرُفُ العِلَّةِ أصواتٌ متحركة، تُبِين عن نطق الكلمة، مَخرَجُها الحلق بمساعدة الشَّفَتَينِ.
تُستعمَلُ مع الأصوات الساكنة؛ فالكلمةُ لا تُلفَظُ دونَ أحرُفِ علة بسبب مخارجها.

## أحرُف العلة في نظام الالفبائية الصوتية الدولية
يوجد في نظام الافبائية الصوتية الدولية حتى الآن 25 صوت علة، مصنفة إلى عدة تصنيفات مختلفة:
|          | قبل   | قراب قبل | ركز   | قراب دبر | دبر   |
| -------- | ----- | -------- | ----- | -------- | ----- |
| غلق      | ɯ · u |          | ɨ · ʉ |          | i · y |
| قراب غلق |       | ʊ        |       | ɪ · ʏ    |       |
| غلق وسط  | ɤ · o |          | ɘ · ɵ |          | e · ø |
| وسط      |       |          | ə     |          |       |
| فتح وسط  | ʌ · ɔ |          | ɜ · ɞ |          | ɛ · œ |
| قراب فتح |       |          | ɐ     |          | æ     |
| فتح      | ɑ · ɒ |          |       |          | a · ɶ |

## أحرُف العلة باللغة العربية
تحتوي اللغة العربية على ثلاث حروف علة، و هي:
|     | قبل       | دبر       |
| --- | --------- | --------- |
| غلق | u (و) (1) | i (ي) (2) |
| فتح |           | a (آ) (3) |

ملحوظات على الحروف المرقمة:
- (1): حرف العلة (/ u /) في العربية، له نطقان و هما: حركة قصيرة (ضمة)، و حركة طويلة (واو مسبوقة بضمة).
- (2): حرف العلة (/ i /) في العربية، له نطقان و هما: حركة قصيرة (كسرة)، و حركة طويلة (ياء مسبوقة بكسرة).
- (3): حرف العلة (/ a /) في العربية، له نطقان و هما: حركة قصيرة (فتحة)، و حركة طويلة (ألف مسبوقة بفتحة).